# Trần Văn công
Trần Văn công (chữ Hán: 陳文公; trị vì: 754 TCN - 745 TCN), tên thật là Quy Ngữ (媯圉), là vị vua thứ 11 của nước Trần – chư hầu nhà Chu trong lịch sử Trung Quốc.
Trần Văn công là con của Trần Bình công – vua thứ 10 nước Trần. Năm 755 TCN, Bình công mất, Quy Ngữ lên nối ngôi, tức là Trần Văn công.
Sử sách không ghi chép sự kiện xảy ra liên quan tới nước Trần trong thời gian ông làm vua.
Năm 745 TCN, Trần Văn công qua đời. Ông ở ngôi được 10 năm. Con ông là Quy Bảo lên nối ngôi, tức là Trần Hoàn công.